# Kappa Ursae Majoris
Pour les articles homonymes, voir Talitha.
Désignations
Kappa Ursae Majoris (κ UMa / κ Ursae Majoris), également nommée Alkaphrah, est une étoile binaire de la constellation de la Grande Ourse. Sa magnitude apparente combinée est de 3,60. D'après la mesure de sa parallaxe annuelle par le satellite Hipparcos, elle est située à environ 360 années-lumière de la Terre.

## Propriétés
Les deux composantes de Kappa Ursae Majoris sont des étoiles blanches de la séquence principale autour du type spectral A0. Leurs magnitudes apparentes sont de +4,2 et de +4,4. La période orbitale de la binaire est de 13 007 jours (35,6 ans), et les deux étoiles ont une séparation moyenne de 0,18 seconde d'arc.

## Nomenclature, histoire et mythologie

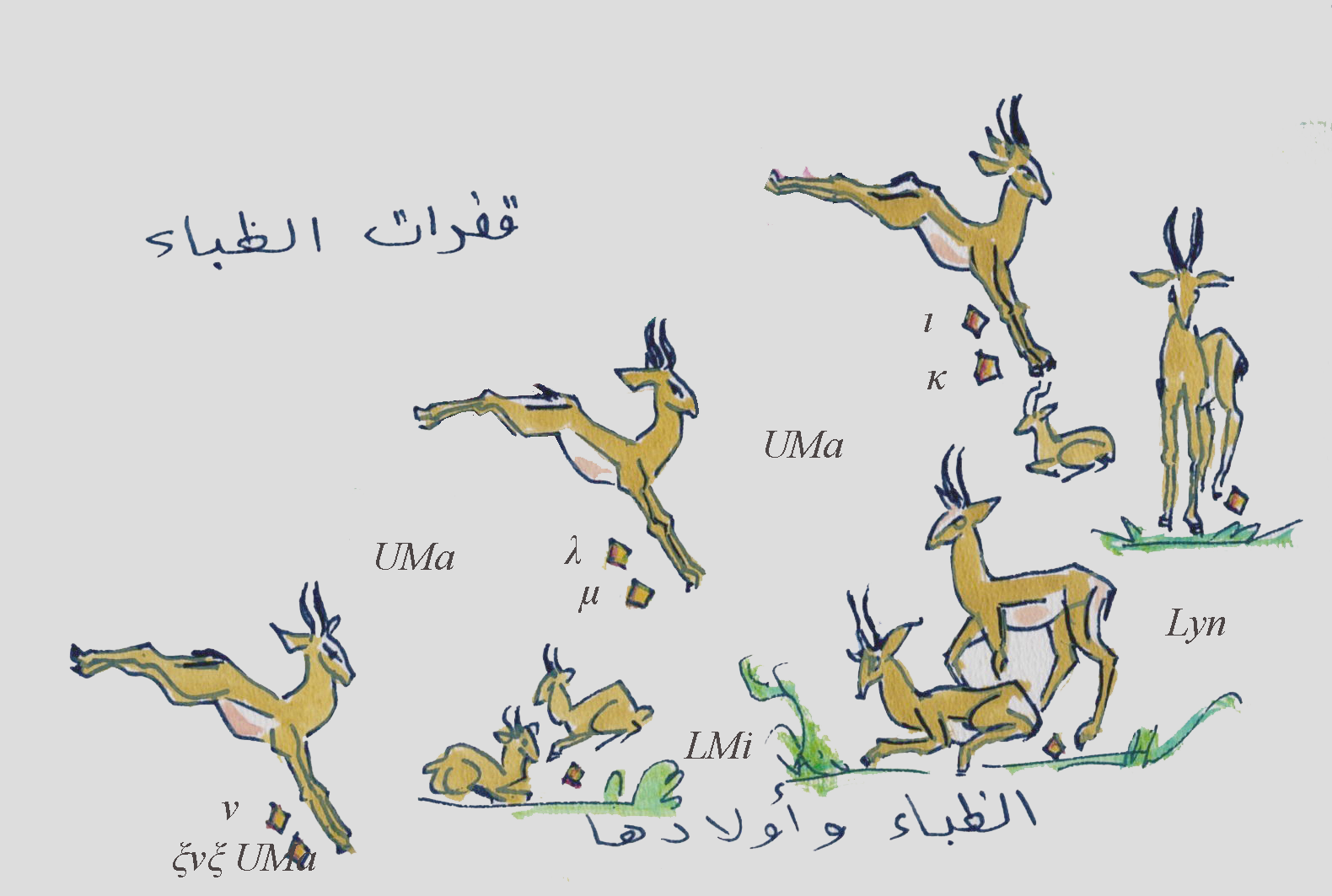
La figure de la série desالظباء قفزات Qafzāt al-Ẓibā’, « les Sauts de Gazelles », dans le ciel arabe traditionnel, tel que la décrit ᶜAbd al-Raḥmān al-Ṣūfī, 964.

κ Ursae Majoris, latinisé Kappa Ursae Majoris, est la désignation de Bayer de l'étoile. Elle porte également la désignation de Flamsteed de 12 Ursae Majoris.
Alkaphrah est aujourd’hui le nom approuvé pour κ UMa par l’Union astronomique internationale (UAI). C’est un terme qui vient de l’arabe mais qui exige que l’on s’y prenne en deux temps.

Au départ, nous avons l’arabe الفزة al-Qafza’, « le Saut »,, plus précisément en l’occurrence الثانية القفزة al-Qafzat al- Ṯāliṯa, « le Troisième Saut », qui en peut se comprendre que si l’on se réfère à la série des الظباء قفزات Qafzāt al-Ẓibā’, « les Sauts de Gazelles », dans le ciel arabe traditionnel, tel qu’il est décrit par ᶜAbd al-Raḥmān al-Ṣūfī (964). On nomme ainsi, selon lui, les six étoiles situées sur les trois pieds  de l’Ourse touchant le sol : ν et ξ UMa forment al-Ūla, soit « le Premier [Saut] », λ et μ UMa al-Ṯāniyya, « le Second », et ι et κ UMa « le Troisième », ce qui nous mène à κ UMa. Chaque « Saut » ressemble à la trace du pied fendu des gazelles, et, toujours al-Ṣūfī donne à ce propos ce dicton arabe, : 

« Les Gazelles sautèrent lorsque le Lion frappa la terre de sa queue. »

Le nom arabe الثانية القفزة al-Qafzat al-Ṯāliṯa, « le Troisième Saut », est à l’origine de deux appellations pour cette étoile, qui résultent de la troncation de ce nom : 
- Talitha Australis. On trouve Talitha pour ι UMa chez Richard Hinckley Allen[13], ce qui a autorisé Julius D. W. Staal, désormais repris par plusieurs catalogues sur la toile, de désigner les deux étoiles du couple ι et κ UMa par leur position : ι UMa de Borealis et κ UMa d’Australis[14],[15].
- El Kaphzah. À partir de Thomas Hyde (1665) qui transcrit ‘AlKáphza’ Prima le nom donné pour ν et ξ UMa dans le Catalogue d’al-Tīzīnī[16]. Édité en complément des زيجِ سلطانی Zīğ-i Sulṭānī ou « Tables sultaniennes » d’Uluġ Bēg (1437)[17], le philologue Friedrich Wilhelm Lach écrit notamment ‘el-kaphzah’ pour les couples λ/μ UMa et ν/ξ UMa, mais en oubliant ι et κ UMa[18], ce dont s’empare Johann Elert Bode pour affecter le nom El Kaphzah pour le couple ι et κ UMa dans son Uranographia (1801)[19].
- Alkaphrah, qui reprend la transcription de Thomas Hyde en substituant un /r/ au /z/ de ‘AlKáphza’, ignoré par Richard Hinckley Allen (1899), est relevé dans New Standard Dictionary de Funck & Wagenalls en 1947, et dans le Webster, International Dictionary de 1949 par Paul Kunitzsch (1959)[20],[21].